# Nembrotha mullineri
Nembrotha mullineri is een slakkensoort uit de familie van de Polyceridae. De wetenschappelijke naam van de soort is voor het eerst geldig gepubliceerd in 1997 door Gosliner & Behrens.